# Lakmartin
Lakmartin – wieś w Chorwacji, w żupanii primorsko-gorskiej, w mieście Krk. W 2011 roku liczyła 24 mieszkańców.